# 안녕, 절망방송
안녕, 절망방송(さよなら絶望放送)은 2007년 8월 23일부터 2011년 8월 11일까지 일본 애니메이트 TV에서 방송한, 애니메이션 《안녕, 절망선생》에 원작을 둔 웹 라디오 방송이다.

## 개요
2007년 8월 23일부터 시작하였으며 매주 화요일마다 방송하였으나, 2008년 8월 6일부터는 매주 수요일에 방송하는 것으로 바뀌였다. 또한 일본 모바일 사이트 성우 애니메이트+hm3, 애니메이토 ON AIR!에서도 모바일 버전을 청취할 수 있다.

## 코너

### 정규 코너
방송의 시작과 끝부분에 이번주의 표어라는 청취자가 보내는 가공의 명대사로 구성된 메시지를 전달하고, 코너 중간마다 "SZBH(Sayonara ZetsuBou Housou), SZBH 여기는 안녕, 절망방송입니다."라는 메시지나 가공의 패러디 CM을 넣어서 방송한다.
- 오프닝 드라마
  - 진행자들에 의한 짤막한 드라마로 구성된다.
- 후츠오타
  - 청취자들이 보낸 편지를 읽고 소개하는 코너이다. 매회마다 코너명이 바뀐다.
- 절망했다! ~~에 절망했다!
  - 청취자들이 보낸 일상에 절망한 이야기를 애니메이션 "안녕, 절망선생"의 이토시키 노조무 역인 카미야 히로시가 읽는 코너이다.
- 긍정적이네요~!
  - 원작의 등장인물 후우라 카후카를 모티브로 만든 코너이며, 청취자들이 보낸 고민을 무슨 수를 써서라도 긍정적으로 해석하여 소개하는 코너이다.
- 확실히 해주세요!
  - 원작의 등장인물 키츠 치리를 모티브로 만든 코너이며, 청취자들이 보낸 애매모호하거나 확실하지 않은 이야기들을 소개하는 코너이다.
- 평범하다고 하지 마!
  - 원작의 등장인물 히토 나미를 모티브로 만든 코너이며, 청취자들이 보낸 자신의 평범함을 어필하는 내용의 이야기들을 소개하는 코너이다. 코너의 마지막엔 원작을 패러디해서 신타니 료코가 "평범하다고 하지 마!"라고 외친다.
- 후지요시 하루미의 우울
  - 원작의 등장인물 후지요시 하루미를 모티브로 만든 코너이며, 청취자들이 보낸 자신이 오타쿠여서 일어난 해프닝들의 내용을 읽고 소개하는 코너이다.
- 사랑이 부담스러워!
  - 원작의 등장인물 츠네츠키 마토이를 모티브로 만든 코너이며, 청취자들의 연애담과 조금 지나쳤던 행동들을 읽고 소개하는 코너이다.
- 고소하겠어요!
  - 원작의 등장인물 키무라 카에레를 모티브로 만든 코너이며, 청취자들의 자신들이 고소하고픈 내용의 해프닝들을 읽고 소개하는 코너이다.
- 틀어박히기 고수라고 부르지 마
  - 원작의 등장인물 코모리 키리를 모티브로 만든 코너이며, 청취자들의 자신들이 방구석에 틀어박혀 무언가의 열중한 이야기들을 읽고 일기형식으로 소개하는 코너이다.
- 저도 비난해주세요!
  - 원작의 등장인물 아라이 치에를 모티브로 만든 코너이며, 청취자들이 자신의 비난받고 싶었던 이야기들을 읽고 비난해주는 코너이다. 주로 엔딩이 끝난 후에 방송된다.
- 죄송합니다! 저같은 게 프로그램을 진행해서 죄송합니다!
  - 원작의 등장인물 카가 아이를 모티브로 만든 코너이며, 청취자들이 보내준 사과문을 사과하듯이 읽어주는 코너이다.
- 쿠도 준의 조금 괜찮은 이야기
  - 원작의 등장인물 쿠도 준을 모티브로 만든 코너이며, 청취자들이 보내준 조금 감동적인 이야기들을 소개하는 코너이다.
- ○○의 XX가 너무 좋아!
  - 원작의 등장인물 코부시 아비루를 모티브로 만든 코너이며, 청취자들이 보내준 특이한 페티시즘들을 소개하는 코너이다.
- 오쿠사 마나미, 17살이에요
  - 원작의 등장인물 오쿠사 마나미를 모티브로 만든 코너이며, 청취자들의 보내준 자신들의 어머니에 관련된 이야기나, 주변의 아주머니들의 관한 이야기를 소개하는 코너이다.
- 이 나라, 좋은나라잖아!
  - 원작의 등장인물 세키우츠 마리아 타로를 모티브로 만든 코너이며, 청취자들의 보내준 나라(일본)의 좋은점이나 일본인으로 태어나 다행이라고 생각하는 에피소드들을 소개하는 코너이다.
- 존재감이 우스이 군
  - 원작의 등장인물 우스이 카게로를 모티브로 만든 코너이며, 청취자들이 보내준 존재감이 없었던 이야기를 소개한다. 주로 엔딩이 끝난 후에 방송되며, 점점 음량이 작아진다.
- ○○이 유감스러워!
  - 원작의 등장인물 키노 쿠니야를 모티브로 만든 코너이며, 청취자들이 보내준 자신들의 아쉬운 점을 소개하는 코너이다.
- 실망관광 "죽음의 루루부"
  - 원작의 등장했던 여행사를 모티브로 만든 코너이며, 청취자들의 가서 실망한 장소들을 소개하는 코너이다.
- 절망방송 문학집
  - 원작 단행본에 실리는 절망문학관의 실린 이야기들을 진행자들이 낭독하는 코너. 엔딩이 끝난 후에 방송된다.
- 메일메일 멜멜멜메-ㄹ(メルメル、メルメルメルメール)
  - 원작의 등장인물 오토나시 메루를 모티브로 만든 코너이며, 모바일 버전 전용 코너이다. 메루메루와 같은 쿠메타 코지 전용의 기묘한 의성, 의태어들을 생각해내는 코너이다.
- 개플동어씨 어서오세요
  - 원작의 등장했던 심리적 용어인 개플동어를 모티브로 만든 코너이며, 자신의 한심했던 점이나 객관적인 관점으로 바라본 자신의 단점들을 소개하는 코너이다.
- 한방 먹여줬지요!
  - 원작의 등장인물 이토시키 케이를 모티브로 만든 코너이며, 같은 코너 긍정적이네요~!보다 좀 더 긍정적인, 자기위안적인 경험들을 소개하는 코너이다.

### 특집 코너
- SZBH 홍백대항 절망네임합전
  - 2007년 마지막방송 때 방송되었다. 여성 청취자를 홍팀, 남성 청취자를 백팀으로 하여 누구의 절망네임이 가장 절망적인가를 겨뤘다.
- 절망레지 시상식
  - 안녕, 절망방송 20회마다 방송한 특집. 프로그램에 도움을 준 청취자들을 목적으로한 시상식.
- 구와바!
  - 본편에 나오는 의성어를 모티브로 한 코너. 평범한 이야기를 특별한 것처럼 과장하여 이야기하는 코너이다.
- 자신이 마이너라는 걸 지금 눈치챘다!
  - 원작의 등장인물 후지요시 하루미를 모티브로 한 코너. 본인은 평범하다고 생각했지만 사실 전혀 평범하지 않았던 내용의 이야기들을 소개하는 코너이다.
- 미니미니 코너 사노스케를 찾아라!
  - 본 방송의 마스코트 캐릭터인 사노스케를 만화나 애니메이션에 출연시켜, 등장한 사노스케를 찾아 제보하는 코너이다.
- 모, 모게~ ○○○모게~
  - 여성 게스트들이 올때마다 방송되는 카미야 히로시가 가상의 캐릭터인 피로시(ぴろし)를 연기하는 코너이다.
- 착한 료코, 나쁜 료코, 보통 료코!
  - 특정한 상황에 대한 착한 신타니 료코, 나쁜 신타니 료코, 보통 신타니 료코의 패턴과 반응을 연기하는 코너이다. 프로그램명은 타사의 코너 중 하나인 "착한 아이, 나쁜 아이, 보통 아이"의 패러디이다.
- 소리블로그 ~ 절망반성회
  - 원작 단행본의 실린 종이블로그의 패러디. 지금까지 방송한 각회의 절망적인 부분을 반성한다.

## 게스트
- 04회 : 카미야 히로시
- 05회, 06회 : 타니이 아스카
- 11회, 12회 : 코바야시 유
- 번외편 : 카미야 히로시
- 15회, 16회 : 미즈시마 타카히로
- 19회, 20회 : 고토 유코
- 27회, 28회 : 고토 사오리
- 31회, 32회 : 카미야 히로시
- 33회, 34회 : 우에다 요지
- 37회, 38회 : 테라시마 타쿠마
- 41회, 42회 : 이노우에 키쿠코
- 43회, 44회 : 스기타 토모카즈
- 49회, 50회 : 미즈시마 타카히로
- 53회, 54회 : 사나다 아사미
- 59회, 60회 : 고토 사오리
- 65회, 66회 : 노나카 아이
- 67회 : 마에다군
- 69회, 70회 : 마츠키 미유
- 75회, 76회 : 이노우에 키쿠코
- 79회, 80회 : 테라시마 타쿠마
- 88회, 89회 : 스기타 토모카즈
- 100회, 101회 : 코바야시 유
- 106회, 107회 : 사나다 아사미
- 114회, 115회 : 이노우에 마리나
- 117회 : 사이토 치와
- 121회, 122회 : 노나카 아이
- 135회, 136회 : 고토 사오리
- 137회, 138회 : 마츠키 미유
- 139회, 140회 : 노나카 아이
- 151회, 152회 : 미즈시마 타카히로
- 163회, 164회 : 사나다 아사미
- 171회, 172회 : 우에다 요지
- 184회 : 노나카 아이 (카미야 히로시 없음)
- 197회 : 임금님 (미즈시마 타카히로)
- 198회 : 미즈시마 타카히로

## 아이콘

### 주제가
- Happy☆뭐든지 (はっぴぃ☆なんちゃら)

노래 : 신타니 료코, 카미야 히로시
작사 : 康斉亭 / 작곡 : Low - tech Son
애니메이션 앨범 절망대살계 수록

### 사노스케
성우 : 카미야 히로시, 신타니 료코(85화 이후)
안녕, 절망방송의 마스코트.
2008년 4월 1일날 신타니 료코가 스탭들로부터 생일선물로 받은 인형이나, 신타니 료코가 외관이 기묘하다는 이유로 받기를 거부했다. 현재 스튜디오 내에서 보관하고있다. 원래의 모티브는 제멋대로 카이조의 등장한 인형과 바람의 검심의 등장인물 사노스케. 노란색의 몸에, 배에는 '사노스케(さのすけ)'라고 적혀있고, 뒤에는 악(惡)이라는 글자가 적혀있다. 안녕, 절망선생과 더불어, 여러 만화와 애니메이션내에서 찾을 수 있다.